# Spoor Oost
Spoor Oost is de officieuze benaming van een terrein in Antwerpen, gelegen tussen de R10 (Noordersingel) en Spoorlijn 12. Het betreft een gedesaffecteerd rangeerterrein dat eigendom is van de Nationale Maatschappij der Belgische Spoorwegen. 

## Stadsontwikkeling

### Sinksenfoor

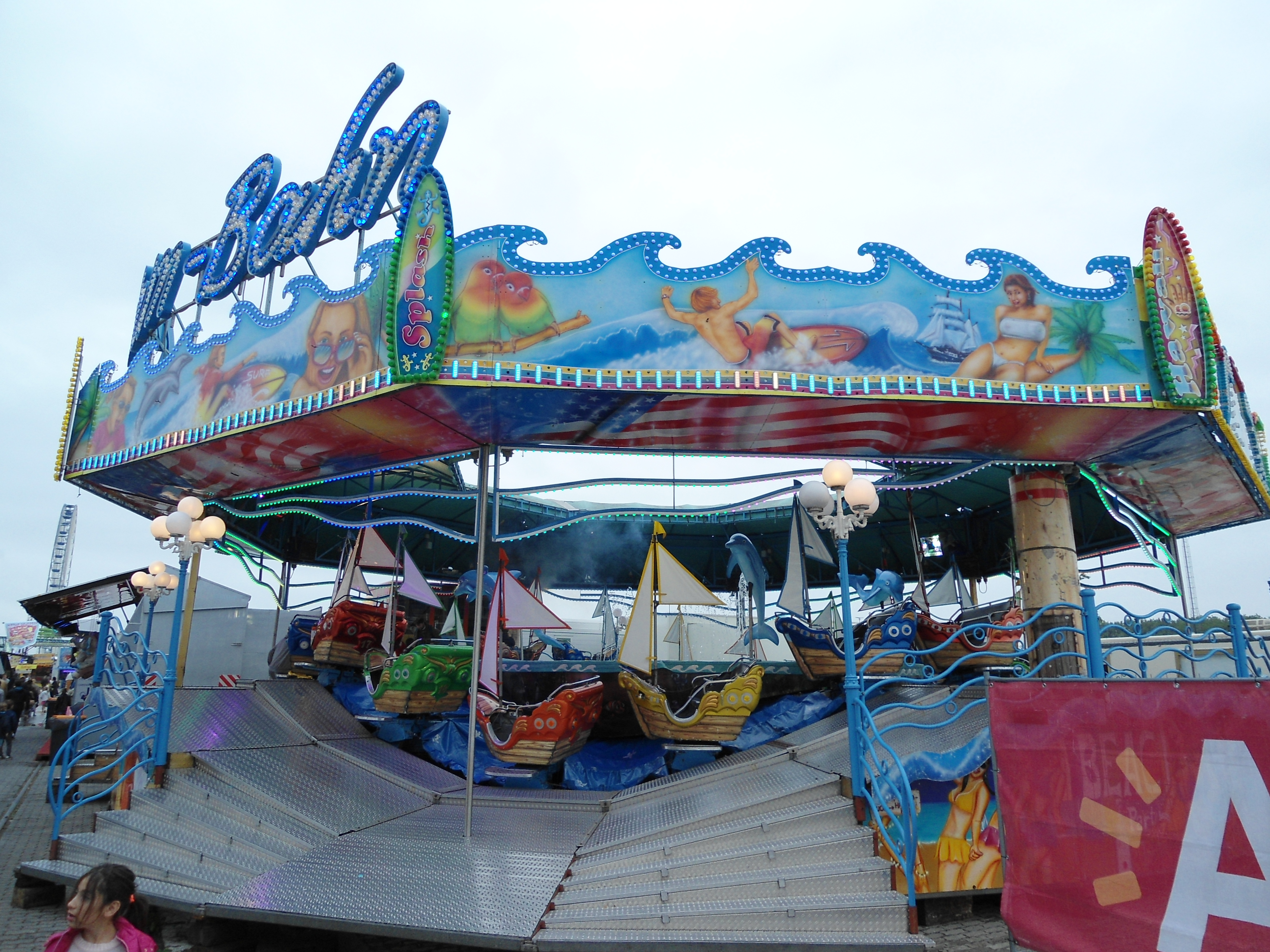
Een attractie op de Sinksenfoor in 2017.

Sinds 2015 vindt op Spoor Oost jaarlijks de Sinksenfoor plaats. Eerder werd dit evenement gehouden op de gedempte Zuiderdokken, maar door buurtprotesten werd een verhuizing noodzakelijk. De keuze van de stad Antwerpen voor Spoor Oost was aanvankelijk aanleiding voor protesten van de foorkramers, maar nadien werd hierover een akkoord bereikt. De nieuwe locatie botst echter ook op buurtprotest, en de bewonersvereniging Park Spoor Oost spande een juridische procedure aan tegen de inplanting van de Sinksenfoor op Spoor Oost. De inplanting van een parking en de Sinksenfoor voorkomt de ontwikkeling van de site tot een volwaardig park. Een deel van het voormalige rangeerterrein in Borgerhout tegen de Buurtspoorweglei aan werd het Park Spoor Oost waar zich ook de Speeltuin Spoor Oost bevindt.

### Kortetermijninvulling
De stad Antwerpen heeft een stedenbouwkundige aanvraag ingediend om Spoor Oost een tijdelijke invulling te geven: enerzijds zullen parkeerplaatsen aangelegd worden in functie van evenementen (zoals de Sinksenfoor), en in functie van het Sportpaleis, anderzijds worden een aantal recreatieve functies voorzien.
In juli 2015 werd op Spoor Oost het evenement Borgerwood georganiseerd.
Bij de coronacrisis in 2020-2021 werd er een test- en vaccinatiedorp ingericht. Het terrein speelde een belangrijke rol in de coronacrisis aangezien er anno 2021 het vaccinatiedorp Antwerpen (VacCovid) werd georganiseerd. Naast de stad Antwerpen konden de inwoners van de gemeenten Stabroek, Schoten, Borsbeek en Wommelgem hier ook terecht voor een vaccin. 

### Langetermijninvulling
Volgens het Gemeentelijk ruimtelijk structuurplan van Antwerpen dient op lange termijn een invulling worden gegeven met een bedrijventerrein en een park dat het tekort aan groen in de omliggende wijken (o.a. Slachthuiswijk en Stuivenberg) op te vangen.